# ورخة قزمة
الورخة القزمة (باللاتينية: Klasea pusilla) نوع نباتي ينتمي إلى جنس الورخة من الفصيلة النجمية.

## البيئة والانتشار
موطنها بلاد الشام.

## مرادفات للاسم العلمي
- (باللاتينية: Cynara pusilla Labill.)
- (باللاتينية: Rhaponticum pusillum (Labill.) Boiss.)
- (باللاتينية:   							                                                          							 								                             	Serratula pusilla (Labill.) Dittrich)